# The Gnome
The Gnome – utwór muzyczny brytyjskiego zespołu rockowego Pink Floyd. Pochodzi z wydanej w 1967 roku debiutanckiej płyty The Piper at the Gates of Dawn. Autorem zarówno kompozycji, jak i tekstu jest ówczesny lider grupy, Syd Barrett, natomiast wokale są podzielone pomiędzy niego i basistę Rogera Watersa.
Po pierwszych sekundach, podczas których cichnie jeszcze Interstellar Overdrive, rozlega się rytm nawiązujący do tykania zegara; motyw, który w późniejszych czasach powraca m.in. w Time lub Childhood’s End. Melodia utworu nawiązuje do estetyki muzycznej okresu międzywojennego, natomiast produkcja wzorowana jest na płytach Incredible String Band.
Niektórzy interpretatorzy dopatrują się w występującej tu postaci gnoma Grimble Gromble wpływów tolkienowskiego Władcy Pierścieni i historii hobbita Bilba Bagginsa, który mimo swego zamiłowania do spokoju decyduje się wyruszyć w niebezpieczną podróż.
To właśnie od imienia głównego bohatera tego utworu pochodząca z Chicago grupa dreampopowa Grimble Gromble zaczerpnęła pomysł na swą nazwę.
W 1984 aktor Nigel Planer nagrał tę piosenkę jako „Neil the Hippy”, odgrywany przez niego bohater w brytyjskiej komedii The Young Ones. Później ukazała się także na płycie pochodzącej z tej produkcji.
Na portalu Rate Your Music określono go jako reprezentującego m.in. gatunki rock psychodeliczny, psychedelic pop, art pop, rock eksperymentalny.

## Wykonawcy
- Syd Barrett – gitara, wokale
- Richard Wright – instrumenty klawiszowe, czelesta, wokale
- Roger Waters – gitara basowa, wokale
- Nick Mason – perkusja